# Тиффани Старр
Тиффани Старр (англ. Tiffany Starr, род. 21 января 1986 года, Бостон) — американская транссексуальная порноактриса, лауреат премии NightMoves Award.

## Биография
Родилась 21 января 1986 года в Бостоне. В порноиндустрии дебютировала в 2011 году.
Снималась для таких студий, как Devil’s Film, Evil Angel, Exquisite, Kink.com, Pulse Distribution, Third World Media и других.
В 2012 году победила на NightMoves Award в номинации «лучший транссексуальный исполнитель» по версии поклонников.
Ушла из индустрии в 2018 году, снявшись в 54 фильмах.

## Награды и номинации
AVN Awards
- 2013 номинация: лучшая транссексуальная сцена, She Male Strokers 50[3] (2012)
- 2013 номинация: транссексуальный исполнитель года
- 2014 номинация: лучшая транссексуальная сцена, Pornstars Love Trannies[4] (2013)
- 2014 номинация: транссексуальный исполнитель года
- 2015 номинация: лучшая транссексуальная сцена, Pornstars Love Trannies 3[5] (2013)
- 2015 номинация: транссексуальный исполнитель года
- 2016 номинация: приз поклонников: любимый транс-исполнитель

NightMoves Award (выбор редакции)
- 2012 номинация: лучший транссексуальный исполнитель
- 2013 номинация: лучший транссексуальный исполнитель
- 2014 номинация: лучший транссексуальный исполнитель
- 2015 номинация: лучший транссексуальный исполнитель

NightMoves Award (выбор поклонников)
- 2012 победа: лучший транссексуальный исполнитель
- 2014 номинация: лучший транссексуальный исполнитель
- 2015 номинация: лучший транссексуальный исполнитель

The Fannys
- 2013 номинация: транссексуальный исполнитель года
- 2014 номинация: транссексуальный исполнитель года

Tranny Awards
- 2011 номинация: лучший хардкор-исполнитель
- 2011 номинация: лучшее новое лицо
- 2011 номинация: лучшая сцена, Transsexual Babysitters 18[6] (2012)
- 2011 номинация: лучшая сцена, America’s Next Top Tranny 14 (2011)
- 2011 номинация: лучшая соло-модель
- 2012 номинация: лучшая хардкор-модель
- 2012 номинация: лучшая соло-модель
- 2012 номинация: лучший сольный сайт
- 2013 номинация: лучший хардкор-исполнитель
- 2013 номинация: лучшая сцена, TS Pussy Hunters 29233[7] (2013)
- 2013 номинация: лучшая сцена, Tiffany Starr, Birdmountain and TS Miss Mary[8] (2013)
- 2013 номинация: лучший сольный сайт

Transgender Erotica Awards
- 2015 номинация: лучший хардкор-исполнитель
- 2015 номинация: лучшая сцена, Tiffany Starr and Ada Black Thressome[9] (2014)
- 2016 номинация: лучший сольный сайт

XBIZ Award
- 2013 номинация: транссексуальный исполнитель года
- 2014 номинация: транссексуальный исполнитель года

## Избранная фильмография
- She Male Strokers 50 (2012)
- Pornstars Love Trannies (2013)
- Transsexual Babysitters 18 (2012)
- America’s Next Top Tranny 14 (2011)
- TS Pussy Hunters 29233 (2013)
- Tiffany Starr, Birdmountain and TS Miss Mary (2013)
- Tiffany Starr and Ada Black Thressome (2014)